# Phan Thị Kim Phúc
Phan Thị Kim Phúc [ɸɐːn33.t̺ʰɪj31.kim33.ɸúk͡p̚35] (connue aussi sous le nom de Kim Phuc, « La petite fille au napalm »), née le 2 avril 1963 à Trảng Bàng, est une Vietnamienne naturalisée canadienne, célèbre pour avoir été prise en photographie hurlant de douleur après avoir été gravement brûlée dans le dos à la suite d'une attaque au napalm du Sud-Viêt Nam lors de la guerre du Viêt Nam.

## Biographie
Phan Thị Kim Phúc est née le 2 avril 1963 dans le village de Trảng Bàng. Le 8 juin 1972, lors de l'attaque de son village qui est alors sous le contrôle des communistes, un A-1 Skyraider de l'armée de l'air sud-vietnamienne largue par erreur deux bombes au napalm sur des civils réfugiés dans le temple caodai de Trảng Bàng, le pilote se trompant de cible. Le déluge de napalm, qui peut atteindre les 1 200 °C, embrase les vêtements de la fille qui est brûlée au troisième degré dans le dos et sur les bras. Elle court nue dans la ville puis est transportée à l'hôpital de Saïgon par Huỳnh Công Út, plus connu sous le nom de Nick Ut, le photographe de l'agence Associated Press à qui la photographie est attribuée, jusqu'en 2025 (World Press Photo, 1972). Il a été diagnostiqué que ses brûlures étaient si sévères qu'elle n'aurait pas pu survivre sans une prise en charge immédiate. Néanmoins, après quatorze mois d'hospitalisation et dix-sept interventions chirurgicales, Kim Phuc est sauvée. Nick Ut, qui a obtenu la même année le prix Pulitzer pour cette photographie, est resté en contact avec elle par la suite,.
| Image externe |                                |
|               | The Terror of War, par Nick Ut |

Après la fin de la guerre, elle est retrouvée par le gouvernement communiste du Viêt Nam réunifié qui la surveille étroitement pour en faire une  figure de propagande antiaméricaine. « Après plusieurs années dans l'anonymat, Kim Phuc, adolescente puis jeune femme, participe désormais à des films de propagande, enchaîne les interviews avec les journalistes du monde entier, voyage en URSS où l'attendent des festivals dédiés à l'anti-impérialisme. En 1986, Kim Phuc est envoyée dans le Cuba de Fidel Castro pour y poursuivre ses études de pharmacologie » et où elle rencontre son futur mari Bui Huy Toan.
Ils profitent d'une escale technique à Gander pour s'enfuir alors qu'ils étaient de retour de leur voyage de noces à Moscou et demandent asile au Canada.
Phan Thị Kim Phúc fuit notamment la récupération du régime communiste, qui l'exhibe dans les villes et les villages à des fins de propagande.
Elle devient mère de deux garçons.
Dans l'état-major de l'armée américaine, de nombreux officiers pensent que la guerre du Viêt Nam a été perdue en raison notamment de ce type de photo, si bien que dans les conflits suivants, l’activité des photojournalistes est plus encadrée, voire verrouillée.
À Washington, en 1997, à l’occasion d’une cérémonie commémorative de la guerre du Viêt Nam, alors qu’elle fait un discours devant des vétérans, elle pardonne publiquement à l’officier américain qui a ordonné le bombardement de son village au napalm,.
Phan Thị Kim Phúc est ambassadrice de bonne volonté de l’UNESCO depuis 1997. Ayant décidé de consacrer sa vie à promouvoir la paix, elle a créé à cette fin la Fondation Kim Phuc. Cette fondation aide les enfants qui sont victimes de la guerre en leur offrant un soutien médical et psychologique afin qu’ils puissent surmonter leurs traumatismes.
Aujourd’hui, Kim Phúc vit au Canada avec son mari et ses enfants et finance des projets d’écoles et d’hôpitaux dans le monde entier, comme en Ouganda, au Timor Oriental, en Roumanie, au Tadjikistan, au Kenya et en Afghanistan.
En juin 2000, Kim Phúc est invitée par l'Alliance évangélique française pour intervenir pendant près d'une heure auprès de 6 000 jeunes chrétiens.
Convertie d'ailleurs au christianisme depuis 1982,, elle a publiquement pardonné au révérend John Plummer, ancien pilote, qui avait affirmé à tort qu’il était le responsable du bombardement.
En 2015, elle subit de nouveaux traitements dermatologiques afin de soulager les cicatrices qui recouvrent 20 % de son corps et la font toujours souffrir. « Un tiers de mon corps est couvert de cicatrices et j’ai d’intenses douleurs chroniques », raconte-t-elle dans le New York Times. »
Cinquante ans après, en 2022, la petite fille de 9 ans brûlée au napalm en juin 1972 achève son traitement novateur au laser qu'elle a reçu à Miami,.
Elle a créé une organisation qui vient en aide aux enfants victimes de la guerre, la « Kim Foundation International ».

## Histoire de la photographie

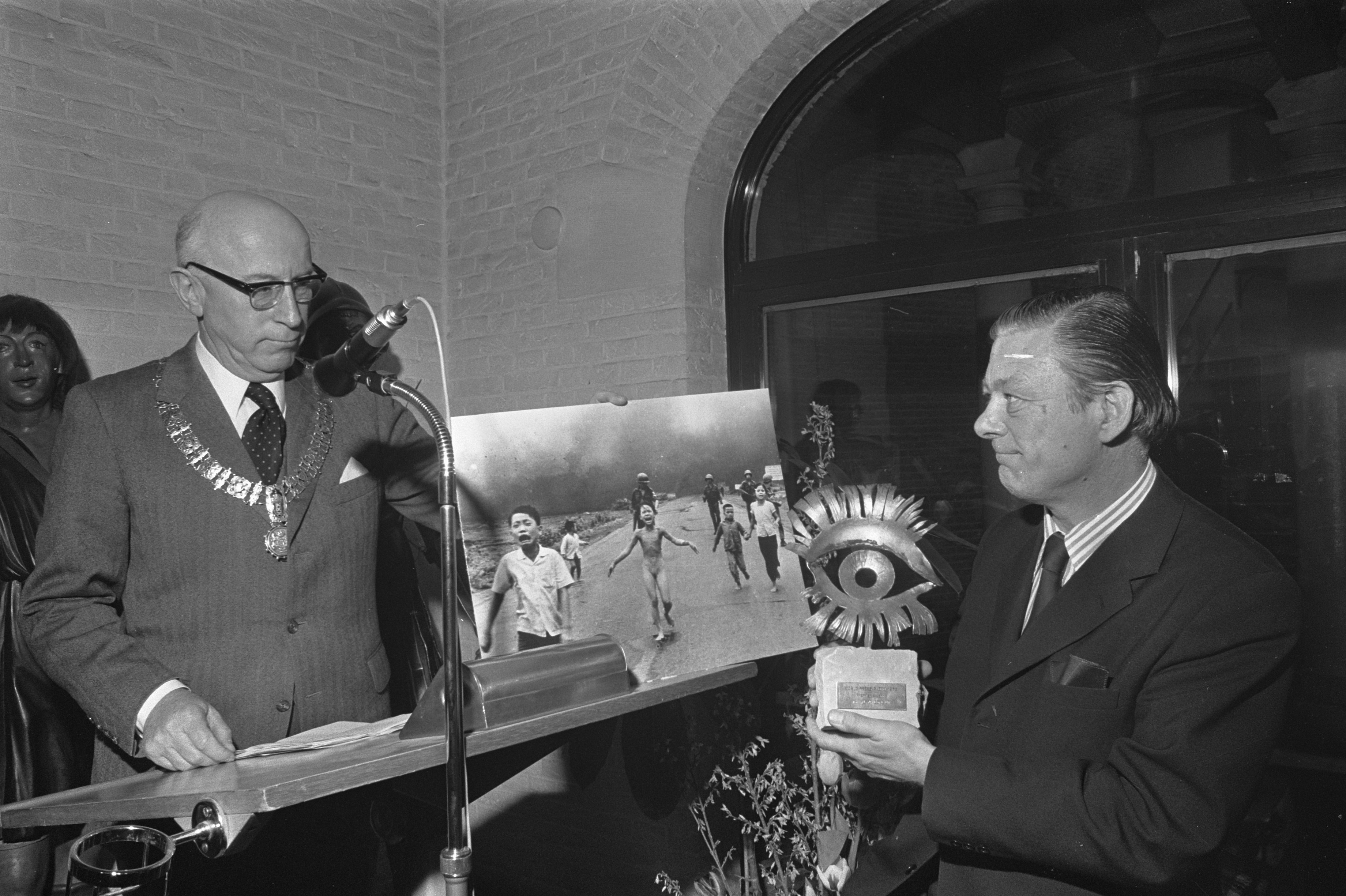
Remise du prix World Press Photo of the Year en 1973.

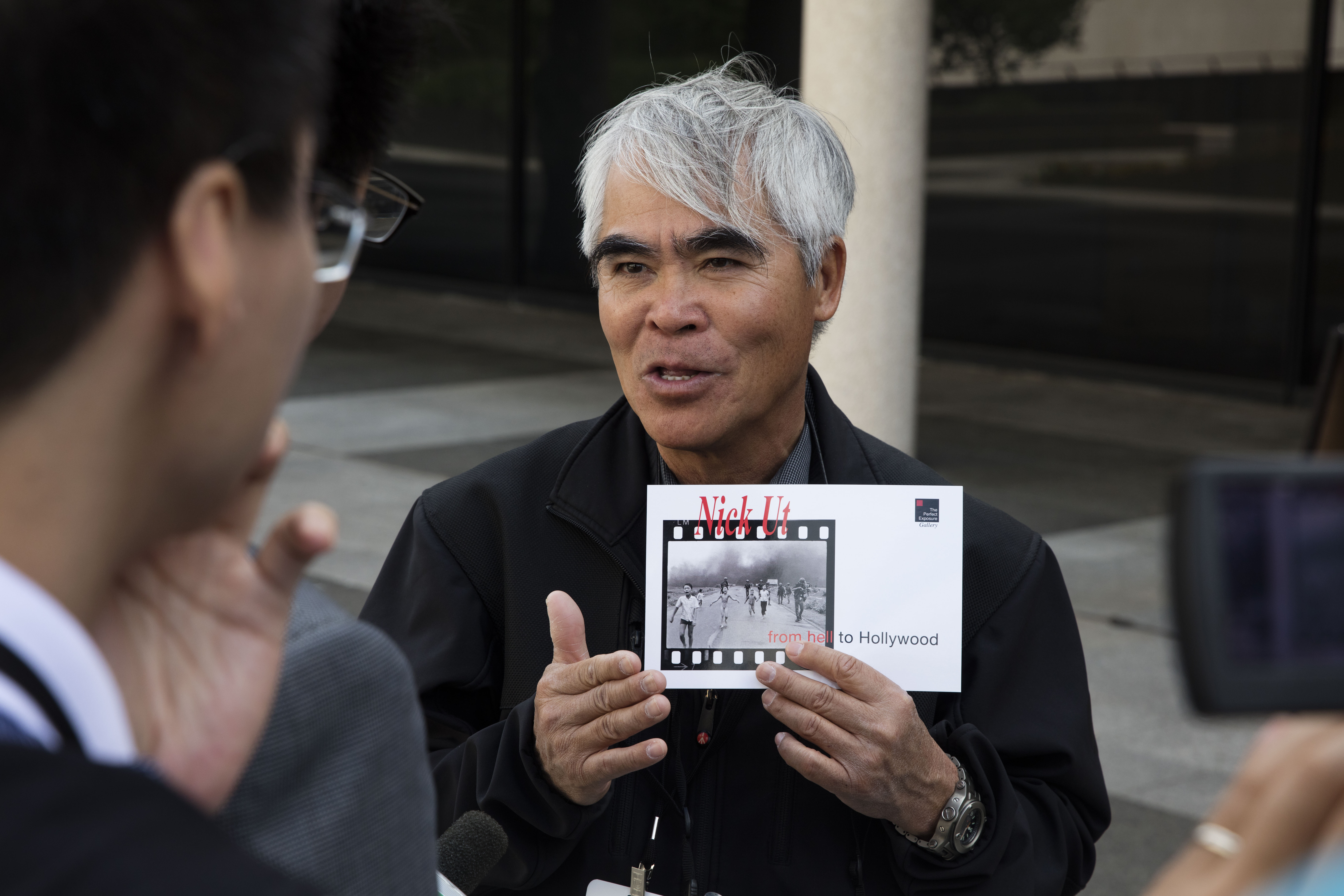
Nick Ut montrant sa photo à la presse en 2016.

Kim Phúc apparaît sur une célèbre photo, prise le 8 juin 1972 avec un Leica M3, la montrant à l'âge de neuf ans courant, de face, nue sur une route après avoir été grièvement brûlée, à la suite d'une attaque au napalm sur le village de Trang Bang.
Il existe également un film, beaucoup moins diffusé, tourné par le cadreur britannique Alan Downes d'ITN (Independent Television News), qui montre les événements juste avant et juste après la prise de cette photographie,.
La parution de la photographie a été retardée jusqu'au 12 juin 1972 au motif qu'elle mettait en scène la nudité frontale d'enfants, nudité absolument taboue pour la presse américaine. Après un débat au sein de l'agence de presse et une série de décisions individuelles, il a été finalement décidé de la publier en raison de son intérêt journalistique exceptionnel, mais en évitant de faire un gros plan sur l'enfant brûlée. Faisant le tour du monde, elle suscite une indignation générale. Elle est depuis devenue un symbole de la guerre du Viêt Nam, figurant sur de nombreux livres et articles sur le sujet.
La véracité de ces événements et l'authenticité de la photographie, souvent présentée comme celle d'une petite fille hurlant simplement de terreur (alors qu'elle hurlait de douleur, après avoir été brûlée), avaient été mises en doute dès le 12 juin 1972, en particulier par le président américain Richard Nixon. Cette mise en doute a entraîné de nombreuses réactions, y compris de la victime, et celle du photographe Nick Ut qui a déclaré que « la photographie était aussi authentique que la guerre du Viêt Nam elle-même ».
La question de la censure pour cause de nudité a été de nouveau soulevée lorsque Facebook a bloqué certains comptes d'utilisateurs de la presse, à la fin du mois d'août 2016. Après une vague de protestation, l'image a été rétablie le 9 septembre par le réseau social, prenant en compte le statut particulier d'image emblématique et historique de la photographie incriminée,,. La première ministre norvégienne Erna Solberg, qui a vu son compte censuré, soulignait à ce propos : « Ce que Facebook fait en supprimant des photos de ce type, aussi bonnes soient leurs intentions, c’est de falsifier notre histoire commune ».
L'image a marqué l'histoire du photojournalisme et changé la vie de la jeune fille, mais n'a pas accéléré la fin de la guerre du Viêt Nam, le retrait des troupes américaines étant déjà entamé et l'actualité étant balayée, dix jours plus tard, par le Watergate,.
Cinquante ans plus tard, en 2022, la photo, intitulée « The Terror of War » et plus connue sous le nom de « Napalm Girl », demeure incontestablement l'une des images les plus marquantes de la guerre du Viêt Nam.
En 2025, un documentaire affirme que ce n'est pas Nick Ut qui a réalisé la photo, mais un pigiste vietnamien, Nguyen Thanh Nghé,.

## Publications
- Prologue de Vive la Vie !, Éditions du Chêne, 2001  (ISBN 2-84277-351-9).
- Sauvée de l'enfer - La fille de la photo raconte. traduit par Madeleine Dériaz, Romanel-sur-Lausanne, Ourania, 2018,  (ISBN 978-2889130382).

### Vidéographie
- Patrick Cabouat, documentaire « La petite fille au napalm : histoire d'une photographie », Skopia Films / France Télévisions / CNC, 2022, 52 min.